# HMS Indomitable (92)
Авіаносець «Індомітебл» (92) (англ. HMS Indomitable (92) — військовий корабель, авіаносець типу «Іластріас» Королівського військово-морського флоту Великої Британії за часів Другої світової війни. «Індомітебл» розроблявся за Військово-морською програмою 1937 року (англ. 1937 Naval Programme) і первісно планувався, як четвертий корабель свого типу. Однак, згодом авіаносець був закладений за удосконаленим дизайном, який дозволяв утримувати замість 36 літаків палубної авіації 48, а пізніше їхня чисельність збільшилася до 56 одиниць.

## Дизайн
«Індомітебл» належав до числа найсучасніших авіаносців кінця 1930-х років, гостру нестачу яких відчував Королівський військово-морський флот на початковому етапі Другої світової війни. За планом введення бойових кораблів до строю споконвічно передбачалося, що він стане четвертим кораблем типу «Ілластріес» (після «Іластріас», «Вікторіес» і «Фомідебл»), але врешті-решт «Індомітебл» відрізнявся від своїх попередників. Через те, що корабель будувався з істотними відмінностями від перших трьох одиниць, його часто виділяли в самостійний тип авіаносців.
Відповідно до британської концепції суднобудування, авіаносцю належало мати потужне бронювання, яке б дозволяло йому витримувати удари корабельної артилерії противника та влучення авіаційних бомб ворожих літаків. Виграш в товщині броні досягався за рахунок зменшення кількості літаків, які корабель міг брати на борт. Тому, головною особливістю авіаносців цього типу були, безумовно, броньовані палуби й ангари для літаків палубної авіації. Палуби були заброньовані 76-мм бронею, а ангари мали додатково 114-мм бічне бронювання. Не броньованими залишалися дві літакових елеватори, однак вони відокремлювалися від ангара 114-мм броньовими дверима.
Броньовані палуби повинні були витримувати пряме влучення 500-кг бомб. По правому борту в центральній частині корабля розташовувалася досить висока надбудова острівного типу, якій додали аеродинамічну форму. Для запуску літаків у передній частині палуби була розташована катапульта.
Ціна за бронювання палуби і ангарів була дуже висока. Маючи майже однакові розміри з авіаносцем «Арк Роял» або зарубіжними аналогами (тип «Йорктаун» або тип «Сьокаку») авіаносці типу «Іластріас» були здатні нести і забезпечувати відносно невелику авіаційну групу. Попередники «Індомітебла» несли до 36 бойових літаків. Тому, при будівництві четвертого корабля було прийнято рішення збільшити число літаків, за рахунок вмонтування в кормовій частині корабля нижче основного ангара, невеликого напівангару на 12 літаків.
Під час будівництва «Індомітебла» в доці компанії Vickers-Armstrongs у Барроу-ін-Фернес, товщина броньових листів бортового пояса була зменшена на 76 мм, що дозволило розмістити в ангарах більше літаків.

## Історія

### Перший бойовий досвід
«Індомітебл» був закладений 10 листопада 1937 року на верфі компанії Vickers-Armstrongs у Барроу-ін-Фернес. 10 жовтня 1941 року увійшов до складу Королівських ВМС Великої Британії. Хрещення корабля здійснювала дружина В.Черчилля Клементина.
У листопаді 1941 року авіаносець здійснив свій перший випробувальний вихід у відкрите море до Британської Вест-Індії, але наразився на мілину поблизу коралового рифу у берегів острову Ямайка та, після ремонту, повернувся до бази. Як з'ясувалося пізніше, цей похід виявився фатальним для британської корони. 3 листопада 1941 року японські війська атакували Сингапур. А за попередніми планами розраховувалося посилити ударне угруповання британського флоту в цьому регіоні й «Індомітебл» разом з «Принцом Уельським» та «Ріпалсом» мали увійти до складу основних сил флоту, з'єднання Z на Далекому Сході. Без авіаційного прикриття обидва капітальні кораблі були потоплені японською авіацією в битві біля Куантана.
Тільки у січні 1942 року авіаносець під ескортом есмінців «Нейпір», «Нізам» та «Нестор» прибув до Східного флоту на Цейлоні, звідкіля доставив 48 винищувачів «Харрікейн» на посилення протиповітряної оборони на Суматрі. Однак, більша частина цієї авіації була знищена японцями на аеродромах. 15 лютого британський гарнізон Сингапуру капітулював.
Після нищівного краху британських сил на Далекому Сході, капітуляції Гонконгу та Бірми, «Індомітебл» увійшов до знов створеного Східного флоту адмірала Дж. Сомервілля. «Індомітебл» та «Фомідебл» були лише двома найновішими авіаносцями на Далекому Сході й грали виключну роль у планах оборони колоній на цьому театрі війни. Старий «Гермес» вже не мав тих бойових можливостей, що потребувалися для війни з противником.
У квітні 1942 року віцеадмірал Сомервілль спробував протидіяти прориву японського флоту адмірала Туіті Нагумо до Індійського океану. Декілька днів тихохідні бомбардувальники-торпедоносці намагалися знайти та уразити кораблі противника, але усе марно. Врешті-решт британський флот з авіаносцями повернувся до Бомбею. Японський флот, який так й не знайшли основні сили Королівського флоту, потопив в Індійському океані старий авіаносець «Гермес», два важких крейсери «Корнуолл» та «Дорсетшир», корвет «Голлугок», австралійський есмінець «Вампайр» та багато транспортних суден.

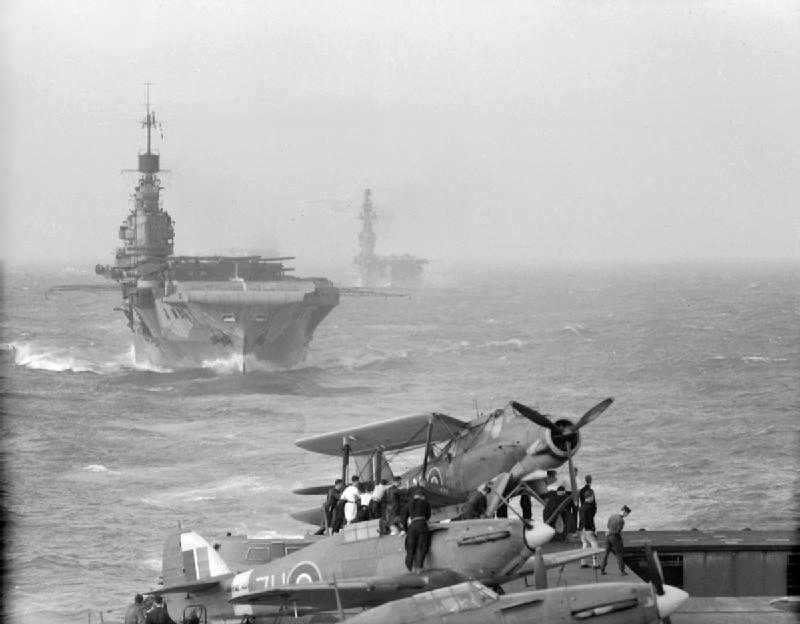
Конвой під прикриттям авіаносців рухається Середземним морем. На злітній палубі авіаносця «Вікторіес» літаки палубної авіації Hawker Sea Hurricane та Fairey Albacore. В кільватері прямують авіаносці «Індомітебл» та «Ігл». Операція «П'єдестал». Серпень 1942

У травні 1942 року союзники провели операцію «Айроклад» — морську десантну операцію із захоплення французького острову Мадагаскар, де панували вішісти. HMS «Індомітебл» з авіаносцем «Іластріас» узяли участь у проведенні цієї операції й прикривали основні сили вторгнення, що прибули з Дурбана у Південній Африці. У перший день операції авіація з «Індомітебла» ударом з повітря знищила на французькому аеродромі 5 винищувачів Morane-Saulnier MS.406, та пошкодила ще два, а також два Potez 63.11. Бойові літаки британських ВМС здійснювали авіаційне прикриття основних сил вторгнення та всіляко сприяли десанту. 7 травня 1942 року французький гарнізон у Дієго-Суарезі капітулював.
8 травня 1942 року французький підводний човен «Монж» спробував торпедувати британський авіаносець, але промахнувся й був потоплений глибинними бомбами есмінців «Ектів» та «Пантер».

### На Середземному морі
У червні 1942 року авіаносець разом з лінійним кораблем «Веліант» діяв у морській зоні поблизу Момбаси. Звідкіля у липні перейшов до Гібралтару й увійшов до складу з'єднання Н.
На початку серпня 1942 року британське адміралтейство запланувало проведення масштабного конвою з 14 транспортних суден до обложеного острову Мальта. Для проведення операції під кодовою назвою «П'єдестал» залучався потужний компонент сил під командуванням віцеадмірала Е.Сіфрета: 2 лінкори, 4 ескадрених авіаносці, 7 крейсерів і 32 есмінці. Основним нововведенням до плану операції була наявність потужного винищувального прикриття, яке забезпечували щонайменше 3 ескадрених авіаносці — «Вікторіес», «Індомітебл» та «Ігл». До складу ескадри був також включений старий авіаносець «Фьюріес», який повинен був доставити на острів нову партію «Спітфайрів».

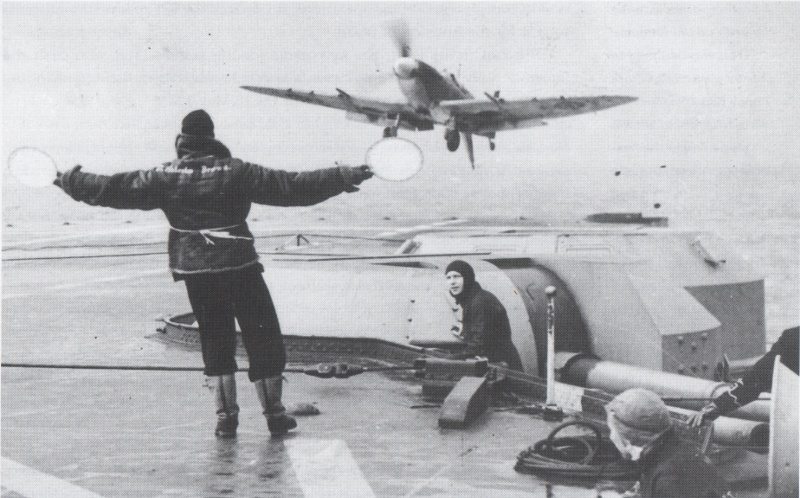
Винищувач «Сіфайр» сідає на палубу авіаносця «Індомітебл»

11 серпня «Фьюріес» успішно підняв «Спітфайри» в 550 милях від Мальти. Однак після полудня німецький підводний човен U-73 завдав потужного удару, потопивши старий, випробуваний авіаносець «Ігл». Наступного дня конвой атакували близько 80 бомбардувальників і торпедоносців. «Вікторіес» отримав влучення, а ближче до вечора «Індомітебл» також отримав два прямих влучення 500 кг бомбами, і його злітна палуба вийшла з ладу. Лише «Вікторіес» був здатний забезпечувати винищувальне прикриття конвою та ескорту. З 14 суден конвою тільки 5 дісталися Мальти, важкі втрати зазнали й сили супроводу. Серйозно пошкоджений «Індомітебл» дійшов своїм ходом до Гібралтару, звідки переведений до Сполучених Штатів на капітальний ремонт. На ремонті в американських доках корабель перебував до лютого 1943 року.

### Повернення до строю та другий ремонт
Після тривалого ремонту в США, у лютому 1943 року корабель повернувся до Об'єднаного Королівства, де був переозброєний на винищувачі «Сіфайр» — палубний варіант знаменитого винищувача «Спітфайр». Також на авіаносці встановили новітнє радіо та радіолокаційне обладнання. У квітні він увійшов до складу Хоум-Фліту, де до травня продовжував ходові випробування поблизу Англії. 17 червня 1943 року авіаносець приєднався до з'єднання Н у Скапа-Флоу, звідкіля разом з іншими кораблями формування перейшов до Середземномор'я, і прибув до Орану. На початку липня вже разом з «Фомідеблом» прикривали висадку морського десанту на Сицилію.
16 липня 1943 року в результаті авіаційного нальоту італійсько-німецьких бомбардувальників у 90 милях на північний схід від Мальти, корабель отримав торпедне ураження або німецьким Ju-88 або італійським SM.79, що у розпалі бою не було встановлено. У наслідок ураження торпедою на «Індомітеблі» було сильно пошкоджено ліве машинне відділення. Вибух стався на нижній кромці броньового пояса, в результаті якого 114 мм бронеплита розламалася, і її осколки пробили подовжню броньову перегородку. Корабель отримав крен 12,5 °, вода по вентиляційних шахтах пішла на головну палубу. Британський авіаносець врятували тільки злагоджені дії екіпажу, які швидко затопили відсіки правого борту й ідеальний штиль на морі на той час.

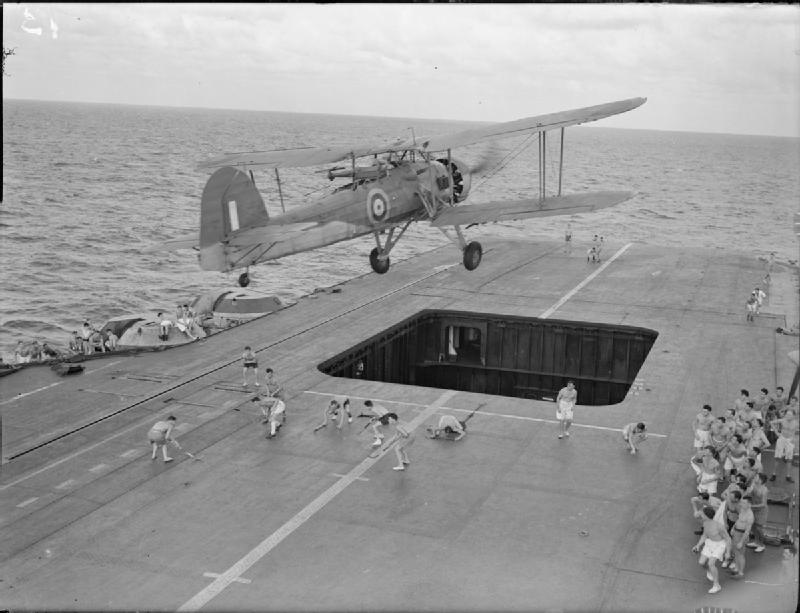
Британський торпедоносець-біплан «Свордфіш» над палубою авіаносця «Індомітебл»

20 серпня 1943 року у супроводі есмінців ескорту «Обджуріт», «Обідіент» та «Оппот'юн» пошкоджений корабель вийшов на ремонт до Норфолку в Сполучених Штатах, де перебував протягом більше ніж 8 місяців.

### Тихий океан
У травні 1944 року «Індомітебл» повернувся на Британські острови, де отримав нову авіаційну техніку. Після цього він разом з авіаносцем «Вікторіес» знов увійшов до складу Східного флоту і був направлений до Тринкомалі. На цей час ситуація в акваторії Індійського океану та у Південно-Східній Азії кардинально змінилася, британський флот домінував у цьому регіоні і авіаносці активно використовувалися для атак берегових баз і об'єктів.
У другій половині року авіаносець діяв в основному в парі з авіаносцем «Вікторіес» під захистом лінійного корабля «Хау». У серпні авіація залучалася до повітряних атак Еммагавена і Індарунга, у вересні — Сіглі (острів Суматра), у жовтні — Нікобарських островів, у грудні — Белаван (острів Суматра). В кінці 1944 року стає флагманським кораблем контрадмірала сера Ф. Віана, командира 1-ї ескадри авіаносців, яка з початку 1945 увійшла до складу сформованого Британського Тихоокеанського флоту.
4 січня 1945 року 63-я об'єднана оперативна група британського флоту завдала потужного удару по нафтопереробній інфраструктурі у Пангкаланзі на Суматрі, де хазяйнували японські окупанти. 24 та 29 січня 1945 року у складі британського ударного авіаносного угруповання брав участь в операції «Меридіан I» та «Меридіан II» відповідно. Британська палубна авіація завдала потужного удару по нафтовим заводам у Палембанзі. У результаті січневих атак на нафтопереробні заводи Південно-Східної Азії виробництво авіабензину японцями скорочується до 35 % від рівня 1944 року.
Водночас, ці атаки були затьмарені певними проблемами. Сім льотчиків-камікадзе намагалися атакувати кораблі флоту, проте ціною втрати 16 британських літаків були знищені. Ще 14 бойових літаків флоту були пошкоджені при посадці на палуби авіаносців. 9 пілотів Королівського флоту, що викинулися з парашутом, були у серпні 1945 року страчені японцями.
4 лютого 1945 року авіаносець «Індомітебл» прибув з Тихоокеанським флотом до австралійської бази Фрімантл, звідси переходить до Сіднею. Разом з американськими авіаносними силами бере участь у патрулюванні та тренуваннях поблизу Австралії. 23 березня вийшов з військово-морської бази в Уліті на Каролінських островах та приєднався до об'єднаних англо-американських сил з підготовки до операції «Айсберг» з висадки десанту морської піхоти США на Окінаву.
1 квітня 1945 року у наслідок атаки камікадзе поблизу островів Сакісіма на борту авіаносця загинуло 14 чоловіків, ще 16 отримали поранення. Хоча пожежу вдалося швидко локалізувати, постраждала головна острівна надбудова на кораблі.
Після відновлення здійснював разом з авіаносцем «Індіфатігебл» повітряні атаки японських міст. У травні повернувся до островів Рюкю та провадив повітряне прикриття військ на Сакісіма. 4 та 9 травня 1945 року двічі піддався атакам льотчиків-смертників японських ВПС, однак залишався частково спроможним продовжувати виконання завдання. 20 травня зіткнувся з есмінцем Королівського флоту  «Квілліам», який серйозно постраждав у наслідок колізії.

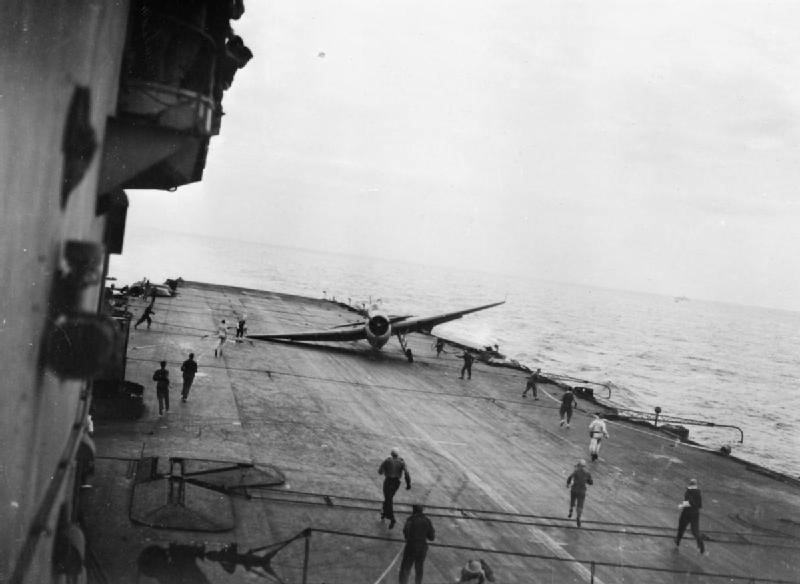
Пошкоджений у бою над островами Сакісіма винищувач TBF «Евенджер» здійснює аварійну посадку на палубу авіаносця. Квітень 1945 року

У червні на заміну пошкодженого авіаносця прибув новітній «Імплакабл», а «Індомітебл» відплив до Сіднея.
У серпні 1945 року корабель завершив ремонт та під прапором командира 11-ї ескадри авіаносців (авіаносці «Індомітебл», «Колоссус», «Віндекс», «Глорі», «Венеребл») контрадмірала Н.Гаркурта вийшов у море.
Наприкінці серпня здійснював авіаційну підтримку десантного угруповання, що висаджувалося в Гонконзі. 31 серпня разом з «Венереблом» завдав удару по японських катерах-самогубцях, які вийшли для останньої атаки з Гонконгу. Кілька катерів знищені в бухтах на північному березі острову Ламма.

### Післявоєнні роки
«Індомітебл» залишався у Тихоокеанському флоті до кінця листопада 1945 року, 12 грудня повернувся до Об'єднаного Королівства у Портсмут. У 1947 року виведений до резерву, де пройшов капітальний ремонт та глибоку модернізацію в доках Портсмута (до 1950). З 1951 року флагманський корабель Флоту Метрополії (командувач адмірал сер Філіп Віан). Авіагрупа складається з 802-ї («Сі Ф'юрі»), 820-ї («Файрфлай»}, 801-ї і 809-ї («Сі Хорнети») і 813-ї («Файрбренди») ескадрилей. Корабель став одним з перших авіаносців Королівського Флоту, які отримали вертольоти (Сікорський S-51).
У травні 1952 року лінкор «Венгард» став флагманським кораблем Флоту Метрополії, а «Індомітебл» визначений флагманом Ескадри важких кораблів Флоту Метрополії. У 1953 році його змінює «Ігл».
3 лютого 1953 року під час навчань у Середземному морі під містком по правому борту стався сильний вибух, імовірно загорілися пари бензину з пошкодженого клапана трубопроводу. 8 людей загинули, 32 поранені.
15 червня 1953 року корабель присутній на коронаційному огляді флоту королевою Єлизаветою II у Слітхеді.
5 жовтня 1953 року авіаносець відбуксирували з Портсмута до Клайду і вивели до резерву другої черги. На основі екіпажу корабля сформовані команди нових авіаносців «Арк Ройял» і «Бульварк».
21 вересня 1955 року авіаносець «Індомітебл» проданий на злом та 30 вересня 1955 року прибув у Фаслейн.